# Ohio
Ohio [ohájo] je zvezna država ZDA. Po velikosti je 34. največja država v ZDA. Med državami Srednjega Vzhoda leži najbolj vzhodno. Poštna kratica ZDA zanjo je OH, starejša okrajšava pa »O.«. Ime »Ohio« izhaja iz irokeščine, v kateri pomeni »velika voda«, kar se nanaša na reko Ohio, ki predstavlja južno mejo zvezne države.
Vojna mornarica ZDA je v čast te zvezne države več svojih ladij poimenovala USS Ohio.

## Geografija
Največje in glavno mesto je Columbus. Ohio meji na jezero Erie na severu, Pennsylvanio na vzhodu, Zahodno Virginijo na jugovzhodu, Kentucky na jugozahodu, Indiano na zahodu in Michigan na severozahodu. Država je dobila ime po reki Ohio. Ohio je nastal iz dežel zahodno od Apalačije, ki so bile sporne od kolonialnih časov do severozahodnih indijskih vojn konec 18. stoletja.

## Sprejem v Zda
Ohio je bil 17. država, ki je bila 1.marca 1803 sprejeta v Unijo.

## Prebivalstvo
V Ohiu živi največ Slovencev v celotnih ZDA. Največ jih je v mestu Cleveland (okoli 330 000).

## Vlada
Vlado Ohia sestavlja izvršna veja, ki jo vodi guverner; zakonodajna veja, ki jo sestavlja dvodomna generalna skupščina Ohia; in sodno vejo, ki jo vodi državno vrhovno sodišče. Ohio zaseda 16 sedežev v predstavniškem domu ZDA.
Na zvezni ravni je Ohio znan po svojem statusu države, kjer prevlada ene od glavnih strank ni očitna (t. i. »swing state«), hkrati pa izid volitev tam pogosto napove končni rezultat. Osem predsednikov Združenih držav je prišlo iz Ohia, več kot iz katerekoli druge zvezne države, zato ima vzdevek »mati predsednikov«.